# Менса, Вик
Ви́ктор Кве́си Менса́ (англ. Victor Kwesi Mensah, род. 6 июня 1993, Чикаго, Иллинойс, США), профессионально известный как Вик Менса — американский рэпер, музыкальный продюсер, автор песен, певец.
Бывший участником музыкальной группы — «Kids These Days».
Менса является основателем хип-хоп коллектива — «Savemoney», в который входит Chance the Rapper.

## Биография

### Ранние годы
Виктор Квеси родился 6 июня 1993 года в Чикаго. Его отец был из Ганы, а мать была — белой американкой. Менса вырос в районе Гайд-парка в Чикаго. Обучался он в средней школе Уитни М. Янг Магнит. Будучи первокурсником, мимоходом встретил Chance the Rapper.